# Polski Ośrodek Duszpasterski Świętej Rodziny w Union City
Polski Ośrodek Duszpasterski Świętej Rodziny w Union City (ang. Holy Family Catholic Ethnic Mission) – misja rzymskokatolicka położona w Union City w stanie Kalifornia, Stany Zjednoczone.
Jest on misją rzymskokatolicką dla Polaków w diecezji Oakland, prowadzoną przez Towarzystwo Jezusowe.
Misja została dedykowana Świętej Rodzinie.